# Lèmur ratolí de Danfoss
El lèmur ratolí de Danfoss (Microcebus danfossi) és una espècie de lèmur ratolí endèmic de Madagascar. Viu als boscos caducifolis de l'oest de l'illa, en una zona situada entre el riu Sofia i el riu Maevarano. Amb una mida total de 25-29 cm, incloent-hi 15-17 cm de cua, és un lèmur ratolí relativament gran i vermellós.